# Joseph E. Davies

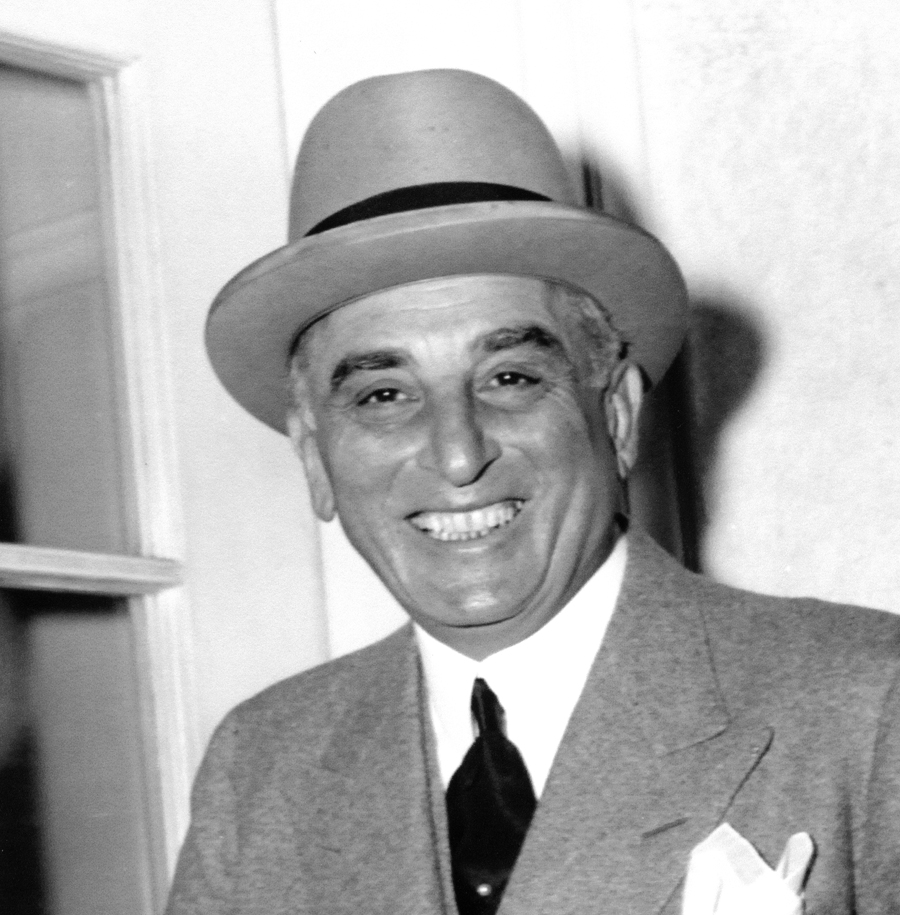
Joseph E. Davies in 1939

Joseph Edward Davies (Watertown, Wisconsin, 29 november 1876 - Washington D.C., 9 mei 1958) was een Amerikaans advocaat en diplomaat. Hij was de tweede ambassadeur van de Verenigde Staten van Amerika in de Sovjet-Unie van 1936 tot 1938 en aansluitend ambassadeur in België en Luxemburg van 1938 tot 1939.

## Biografie
Joseph Edward Davies werd op 29 november 1876 geboren in Watertown in de staat Wisconsin. Zijn vader was Edward Davies (1844-1888), een welvarende wagenmaker, afkomstig uit het graafschap Ceredigion in Wales en Rachel (Paynter) Davies (1846-1915), eveneens afkomstig uit Wales. Rachel Paynter-Davies, een baptistische lekenprediker, werd na het overlijden van haar man tot predikante beroepen. Zij bleef tot haar dood in 1915 een begenadigd evangelisch opwekkingsprediker.
Joseph ("Joe") Davies studeerde rechten aan de Rechtenfaculteit van de Universiteit van Wisconsin (1898-1901). In 1901 promoveerde hij cum laude. Na zijn promotie opende hij een eigen advocatenpraktijk. Reeds sedert zijn studententijd was hij betrokken bij de activiteiten van de Democratische Partij. In 1902 maakte hij deel uit van een delegatie bij de Democratische Partij van Wisconsin. Naar eigen zeggen was Davies een linkse liberaal.
In 1907 vestigde Davies zich als advocaat in de hoofdstad van de staat Wisconsin, Madison. In datzelfde jaar werd hij voorzitter van de Democratische Partij van Wisconsin. In 1912 speelde hij een belangrijke rol in het verzekeren van steun van de Democraten in de Westelijke staten voor de kandidatuur voor het presidentschap van de Verenigde Staten voor Woodrow Wilson. Wilson werd in dat jaar ook tot president gekozen en beloonde Davies met het voorzitterschap van het Bureau voor Ondernemingen. Davies speelde een cruciale rol in de totstandkoming van het Federaal Bureau voor de Handel (FTC), de opvolger van het Bureau voor Ondernemingen, welke hij van 1915 tot 1916 leidde. In 1917 nam hij ontslag als voorzitter van het FTC om zich kandidaat te stellen voor de Senaat. Een zetel voor de staat Wisconsin was vacant geraakt na het plotselinge overlijden van een senator. Davies werd echter niet gekozen; voor hem in de plaats werd een kandidaat van de Republikeinen, Irvin Lenroot, gekozen, waarna de Democraten hun meerderheid in de Senaat verloren.
In 1919 was Davies lid van de economische delegatie bij de Parijse vredesconferentie. Nadien stapte Davies uit de politiek en hervatte zijn werkzaamheden in de advocatuur, ditmaal in de Amerikaanse hoofdstad Washington D.C. Hij was een succesvol jurist, die zowel bedrijven, politici en vertegenwoordigers van minderheden verdedigde.
In 1933 werd hij door de president van de Dominicaanse Republiek, Rafael Trujillo, in de arm genomen als econoom om hem te adviseren met het terugdringen van de staatsschuld. In hetzelfde jaar werd zijn goede vriend, Franklin D. Roosevelt tot president van de Verenigde Staten gekozen.

### Ambassadeur in de Sovjet-Unie
Joseph E. Davies werd in 1936 door president Roosevelt benoemd tot Amerikaans ambassadeur in Moskou. Hij volgde hiermee William Christian Bullitt jr. op. Bullitt, die sinds 1933 in Moskou gestationeerd was, ontwikkelde zich van een gematigd bewonderaar van de Sovjetpolitiek, tot fel anticommunist. Davies kreeg van Roosevelt de speciale opdracht mee om de slagkracht van het Rode Leger in kaart te brengen. Davies arriveerde op 19 januari 1937 in de Sovjet-Russische hoofdstad. Op dezelfde dag overhandigde hij zijn geloofsbrieven aan de voorzitter van het Centraal Uitvoerend Comité van de USSR (d.i. staatshoofd), Michail Kalinin. Davies was een bewonderaar van de Sovjet-Unie. Hoewel hij in zijn rapporten liet doorschemeren dat hij de USSR een totalitaire staat vond, bevatten zijn verslagen aan de Amerikaanse president nauwelijks kritiek op de leiding van Sovjet-Unie. Davies woonde, evenals andere Westerse diplomaten, het Proces van de Eenentwintig bij. Dit proces gold als een van de voornaamste zuiveringsprocessen onder Stalin. Davies schaarde zich achter de vonnissen van de rechtbank, die doodsvonnissen en hoge gevangenisstraffen uitsprak tegen de beklaagden. Volgens Davies waren zijn schuldig. Hij meende dit te kunnen constateren vanwege zijn jarenlange ervaringen als advocaat. Bij latere processen tegen de leiding van het Rode Leger was Davies ook overtuigd van de schuld van de officieren die terecht stonden. In 1941 - daags na de Duitse inval in de USSR - schreef Davies in zijn boek Met een Opdracht naar Moskou (Mission to Moscow), pagina 232, dat hij ervan overtuigd was dat de beklaagden deel uitmaakten van een Duitse Vijfde colonne die bij een Duitse inval de achter de linies sabotage-acties ten gunste van de nazi's zouden uitvoeren.
Tijdens zijn ambassadeurschap maakte Davies vele studiereizen door de Sovjet-Unie. Zijn rapporten over deze studiereizen zijn lovend over de aanpak van de industrialisatie en de landbouwhervormingen (collectivisatie).
Davies raakte in zijn tijd in Moskou bevriend met leidende figuren van de communistische regering, met name Maksim Litvinov, de volkscommissaris van Buitenlandse Zaken. Meneer en mevrouw Davies werden beschouwd als een soort glamour echtpaar, die luxueuze diners gaven op hun jacht de Sea Cloud die bezocht werden door Sovjetfunctionarissen en leden van het corps diplomatique.

### Ambassadeur in België en Luxemburg
Na zij periode in Moskou was Davies van 14 mei 1938 tot 30 november 1939 Amerikaans ambassadeur in België en Luxemburg. Na de oorlogsverklaring van de Frankrijk en het Verenigd Koninkrijk aan Nazi-Duitsland in september 1939 werd Davies echter naar de Verenigde Staten teruggeroepen. Hij werd er assistent van de minister van Buitenlandse Zaken, Cordell Hull.

### Tweede missie naar Moskou

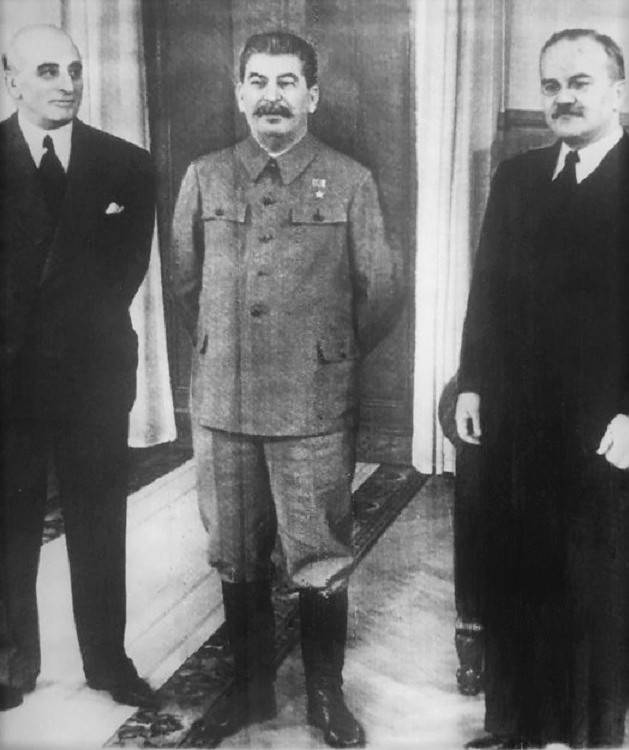
V.l.n.r. Joseph E. Davies, Joseph Stalin en Vyacheslav Molotov in mei 1943

In mei 1943 stuurde president Roosevelt Davies met een geheime en persoonlijke brief naar Jozef Stalin. Vanwege de oorlogshandelingen nam Davies een flinke omweg. Via Afrika en het Midden-Oosten bereikte hij Moskou waar hij persoonlijk werd ontvangen door Sovjetdictator Stalin. In de geheime brief schreef Roosevelt Stalin dat hij hem persoonlijk wilde ontmoeten om met hem de oorlogssituatie door te nemen. Anders dan Churchill, die Stalin meerdere malen had ontmoet, had Roosevelt Stalin nog nooit persoonlijk gesproken. Stalin ging akkoord met een persoonlijk ontmoeting in Fairbanks, Alaska van 15 juli tot 15 augustus 1943. Uiteindelijk vond de ontmoeting niet in Fairbanks plaats, maar op Jalta.
Davies bekritiseerde collega-diplomaten die vijandig stonden tegenover de Sovjet-Unie. Volgens hem berustte dat op ongegronde vooroordelen.
Na de Tweede Wereldoorlog trok Davies zich uit het openbare leven terug. Hij overleed op 81-jarige leeftijd, op 9 mei 1958 in Washington D.C. Hij werd gecremeerd en zijn as werd bijgezet in de National Cathedral.

## Privé
Joseph E. Davies was tweemaal getrouwd. In 1902 trad hij in het huwelijk met Mary Emlen Knight, de dochter van kolonel John Henry Knight, die aan de kant van de Geconfedereerden streed tijdens de Amerikaanse Burgeroorlog. Het huwelijk tussen Davies en Knight eindigde in een echtscheiding in 1935. Nog in datzelfde jaar trad hij in het huwelijk met de welgestelde Marjorie Merriweather Post, die al twee huwelijken achter de rug had. Mevr. Post-Davies was een groot kunstliefhebber en kocht tijdens haar verblijf in Rusland vele waardevolle kunstobjecten, zoals iconen en kunst uit de tijd van het Tsaristisch Rusland.
Na hun verblijf in buitenland kochten de Davies' in 1940 het landgoed Twin Oaks in Washington. Het echtpaar gaf het landgoed een nieuwe naam, Treragon, Welsh voor Saint Caron. Op hun landgoed ontvingen de Davies' vele gasten, waaronder de ambassadeur van de Sovjet-Unie. In 1955 eindigde hun huwelijk in een echtscheiding. Marjorie Merriweather Post hertrouwde later nog een keer, maar Joe Davies bleef na zijn scheiding ongehuwd.
Uit zijn eerste huwelijk werden drie dochters geboren.
Joseph Davies was protestants. Tijdens zijn verblijf in Moskou zorgde hij er samen met de Franse ambassadeur voor dat het visum van ds. Braun, de geestelijke voor het Amerikaanse ambassadepersoneel, steeds verlengd kon worden. Hij beschouwde het communisme niet als in strijdig met het christelijke geloof omdat het communisme evenals het christendom uitgaat van de "broederschap der mensen". Ter nagedachtenis aan zijn moeder liet hij een glas-in-loodraam aanbrengen in de National Cathedral in Washington.

## Mission to Moscow
De dagboekfragmenten, rapporten en brieven ten tijde van zijn verblijf in Moskou werden in 1941 gepubliceerd. Een Nederlandse vertaling verscheen in 1946 onder de titel Met een Opdracht naar Moskou (Uitgeverij De Bezige Bij, vertaald door Elka Schrijver). In 1943 werd het boek verfilmd. De film wordt over het algemeen gezien als een propagandafilm om de Sovjet-Russische bondgenoot in een zo positief mogelijk daglicht te stellen.

## Onderscheidingen
- Februari 1940: Grootlint Leopoldsorde - België
- 1946: Medal for Merit - Verenigde Staten van Amerika
- Orde van Lenin - USSR
- Mei 1950: Grootkruis Legioen van Eer - Frankrijk
- Orde van de Eikenkroon - Luxemburg

## Verwijzingen
1. ↑  J.E. Davies: Met een Opdracht naar Moskou, A'dam, De Bezige Bij 1946, pp. 6-7
2. ↑  Met een Opdracht naar Moskou, p. 228vv
3. ↑  Met een Opdracht naar Moskou, p. 11
4. ↑  Pp. 123-124
5. ↑  P. 399

- Bibliothèque nationale de France: cb11102615n (data)
- Gemeinsame Normdatei: 123504252
- International Standard Name Identifier: 0000 0001 1460 5367
- Library of Congress Control Number: n85235197
- National Archives and Records Administration: 10570436
- Nationale Bibliotheek van Tsjechië: xx0042387
- Nationale Bibliotheek van Israël: 987007275703105171
- Nederlandse Thesaurus van Auteursnamen: 067869637
- Istituto Centrale per il Catalogo Unico: IEIV013970
- SNAC: w6g45170
- Système universitaire de documentation: 084178302
- Trove: 1264976
- Virtual International Authority File: 35365931
- WorldCat: E39PBJgCHKGjtXXgQ4tB4DVwG3